# Der Überläufer (Raumschiff Enterprise – Das nächste Jahrhundert)
Der Überläufer (Originaltitel: The Defector) ist die zehnte Folge der dritten Staffel der US-amerikanischen Science-Fiction-Fernsehserie Raumschiff Enterprise – Das nächste Jahrhundert. Sie wurde in den Vereinigten Staaten über Syndication vermarktet und erstmals am 1. Januar 1990 auf verschiedenen Fernsehsendern ausgestrahlt. In Deutschland war sie zum ersten Mal am 11. September 1992 in einer synchronisierten Fassung im ZDF zu sehen.

## Handlung
Im Jahr 2366 bei Sternzeit 43462.5 befindet sich die Enterprise in der Nähe der Romulanischen Neutralen Zone. Während Data im Beisein von Picard auf dem Holodeck eine Szene aus Heinrich V. probt, nähert sich plötzlich ein kleines romulanisches Aufklärungsschiff der Grenze und der Pilot bittet um Asyl. Ein Kriegsschiff verfolgt den Aufklärer, dreht aber ab, als dieser die Grenze überquert.
Der schwer verletzte Pilot wird auf die Enterprise gebeamt. Er stellt sich als Logistikoffizier Sublieutenant Setal vor und behauptet, wichtige Informationen zu haben: Die Romulaner haben in der Neutralen Zone auf dem Planeten Nelvana III eine geheime Militärbasis eingerichtet, die in zwei Tagen ihren Betrieb aufnehmen soll. Von dort aus soll eine groß angelegte Invasion des Föderationsraums erfolgen. Setal wird auf die Krankenstation gebracht und Captain Picard berät sich mit seinen Führungsoffizieren. Alle sind skeptisch, denn die Abhörstationen der Föderation haben nichts aufgefangen, was Setals Behauptungen stützen würde. Der zweite Offizier Data gibt zu bedenken, dass die Romulaner durch gezielte Falschinformationen vielleicht nur einen Erstschlag der Föderation provozieren wollen, um nicht selbst als Aggressoren dazustehen.
Plötzlich explodiert das Aufklärungsschiff. Darauf angesprochen erklärt Setal, er habe die Selbstzerstörung aktiviert. Er betrachtet sich nicht als Verräter und hat nicht die Absicht, der Föderation leichtfertig Informationen zu überlassen. Er hat ausschließlich die Absicht, einen Krieg zu verhindern. Als seine Verletzungen behandelt sind, wird ihm ein Quartier zugewiesen. Picard erhält von Admiral Haden den Befehl, sich Nelvana III zu nähern, um die Situation weiter zu beobachten, dabei aber stets im Föderationsraum zu bleiben. Setals Glaubwürdigkeit wird weiter in Zweifel gezogen, als die Sensoraufzeichnungen der Verfolgungsjagd ausgewertet werden. Das romulanische Kriegsschiff hatte seine Geschwindigkeit stets der des Aufklärers angepasst. Es macht den Anschein, als habe man ihn absichtlich entkommen lassen. Setal wird nun einem Verhör unterzogen, doch unter Berufung auf seinen niedrigen Rang behauptet er, keine Kenntnis über die militärischen Informationen zu haben, die man von ihm wissen will. Eine Sonde, die nach Nelvana III geschickt wird, liefert Emissionen, die von einer getarnten Station stammen könnten.
Setal begibt sich in die Schiffsbar „Zehn Vorne“. Die Nahrungsreplikatoren der Enterprise sind nicht in der Lage, romulanische Speisen und Getränke herzustellen, was sein aufkeimendes Gefühl, in der Fremde verloren zu sein, nur noch verstärkt. Data bietet ihm an, auf dem Holodeck eine Szenerie von seiner Heimatwelt Romulus nachzubilden. Das bereitet Setal aber nur geringe Freude. Rasch beendet er das Programm und enthüllt Data daraufhin seine wahre Identität: Er ist kein einfacher Logistikoffzier, sondern Admiral Alidar Jarok.
Seine Identität wird bestätigt und Captain Picard stimmt einer persönlichen Unterredung mit Jarok zu. Picard zweifelt weiter an seiner Glaubwürdigkeit, da er bislang keinerlei handfeste Informationen geliefert hat. Jarok beharrt weiter darauf, dass er sein Volk nicht verraten will. Er erklärt, dass seine eigentliche Motivation der Schutz seiner Familie ist. Er hat eine junge Tochter und ihm ist klar, dass sie im Glauben aufwachsen wird, dass ihr Vater ein Verräter sei – doch wenn er einen Krieg verhindert, kann sie wenigstens aufwachsen. Schließlich erklärt er sich bereit, die Stärke und die Standorte der romulanischen Flotte preiszugeben, und stellt Informationen über die technischen Daten ihrer Kriegsschiffe in Aussicht.
Mit diesen Informationen beschließt Picard, dass die Enterprise Nelvana III direkt anfliegen soll. Dort angekommen, können die Schiffssensoren jedoch keinerlei künstliche Strukturen ausmachen. Die angebliche Militärbasis scheint nicht zu existieren. Jarok ist fassungslos und behauptet, er habe die Konstruktionspläne mit eigenen Augen gesehen. Picard vermutet, dass man ihm gefälschte Unterlagen gezeigt hat, um seine Loyalität zu testen. Er hält die Untersuchung damit für abgeschlossen und will zurück in den Föderationsraum fliegen, doch plötzlich enttarnen sich zwei romulanische Kriegsschiffe und versperren der Enterprise den Weg. Der romulanische Commander Tomalak verlangt die Auslieferung Jaroks. Zudem müsse die Enterprise übergeben werden und die Besatzung müsse sich internieren lassen. Picard geht darauf nicht ein, sondern gibt ein Zeichen, woraufhin sich drei klingonische Kriegsschiffe enttarnen, die die Enterprise heimlich begleitet haben. Tomalak ist jetzt klar, dass er einen Kampf nicht gewinnen würde, und er zieht sich zurück.
Die Enterprise und die Klingonen kehren zurück. Jarok ist ein gebrochener Mann. Er muss erkennen, dass er seine Heimat und seine Familie für Nichts aufgegeben hat. Als er in seinem Quartier allein ist, nimmt er sich mit einer Gifttablette das Leben. Als man ihn findet, entdeckt man neben ihm einen Abschiedsbrief an seine Familie. Data merkt an, dass ihm klar gewesen sein muss, dass dieser Brief nicht zugestellt werden kann. Picard drückt seine Hoffnung aus, dass vielleicht eines Tages Frieden herrschen wird, wenn auch Andere den gleichen Mut wie Jarok aufbringen. Dann könnte der Brief doch noch sein Ziel erreichen.

## Besonderheiten

### Verbindungen zu anderen Star-Trek-Produktionen
In Der Überläufer wird Bezug auf die Ereignisse aus Folge 3.07 (Auf schmalem Grat) von Raumschiff Enterprise – Das nächste Jahrhundert genommen.
Einige Elemente aus dieser Folge wurden in späteren Star-Trek-Produktionen wieder aufgegriffen:
- Data spielt in Der Überläufer erstmals ein Stück von William Shakespeare auf dem Holodeck nach (Heinrich V.). In Folge 7.23 (Neue Intelligenz) von Raumschiff Enterprise – Das nächste Jahrhundert aus dem Jahr 1994 tut er dies erneut (hier ist es Der Sturm).
- Der Vertrag von Algeron zwischen der Föderation und den Romulanern wird hier erstmals erwähnt. Auf diesen Vertrag wird in zahlreichen Folgen mehrerer Star-Trek-Serien Bezug genommen.
- Admiral Jarok erwähnt eine schwere Niederlage der Romulaner in der Schlacht von Cheron (in der deutschen Synchronfassung fälschlich als „Schlacht von Algeron“ bezeichnet). In Folge 4.19 (Die dunkle Seite des Spiegels, Teil II) von Star Trek: Enterprise aus dem Jahr 2005 wird etabliert, dass es sich um die Entscheidungsschlacht des irdisch-romulanischen Kriegs im Jahr 2160 handelt.
- Der Planet Nelvana III ist in Folge 1.02 (Karten und Legenden) von Star Trek: Picard aus dem Jahr 2020 auf einer Sternenkarte eingezeichnet.
- In einigen Missionen des MMORPG Star Trek Online tritt Admiral Jaroks Tochter auf, mittlerweile erwachsen und Kommandantin des Flaggschiffs der Romulanischen Republik.

### Besonderheiten der deutschen Synchronfassung
Der romulanische Dienstgrad Sublieutenant wurde in der deutschen Synchronfassung als Lieutenant wiedergegeben.

## Produktion

### Drehbuch
Der Arbeitstitel der Folge lautete A Question of Trust.
Laut Ronald D. Moore sollte die Folge eine Art „Kubakrise in der Neutralen Zone“ zeigen.
Die Folge sollte eigentlich mit einer weiteren Sherlock-Holmes-Szene eröffnen, jedoch wurde zwei Tage vor Drehbeginn publik, dass Holmes aufgrund des Rechtsstreites nicht länger als Thema zur Verfügung stand. Die benutzte Eröffnungssequenz aus Heinrich V. war eine Idee von Patrick Stewart, um den Anfang zu retten.

### Darsteller
Die Hauptfigur Wesley Crusher (Wil Wheaton) hat in dieser Folge keinen Auftritt.
Patrick Stewart spielte in dieser Folge nicht nur die Hauptrolle des Captain Picard, sondern auch Michael Williams in dem Holodeck-Programm des Shakespeare-Stücks Heinrich V.
James Sloyan hat hier als Admiral Jarok seinen ersten Auftritt im Star-Trek-Franchise. Er spielte später auch Dr. Mora Pol in zwei Folgen von Star Trek: Deep Space Nine, K'mtar in Folge 7.21 (Ritus des Aufsteigens) von Raumschiff Enterprise – Das nächste Jahrhundert und Dr. Jetrel in Folge 1.15 (Dr. Jetrels Experiment) von Star Trek: Raumschiff Voyager.
John Hancock spielte Admiral Haden noch einmal in Folge 4.12 (Der Rachefeldzug) von Raumschiff Enterprise – Das nächste Jahrhundert.

### Kostüme
Admiral Haden trägt eine neue Variante der Admiralsuniform der Sternenflotte.

### Modelle
Für diese Folge wurden drei neue Raumschiff-Modelle angefertigt. Das neue 4 Fuß lange Modell der Enterprise kam hier erstmals zum Einsatz. Die weiteren Neuanfertigungen waren der romulanische Aufklärer und ein zweites Exemplar eines romulanischen Warbirds der D'deridex-Klasse.

## Rezeption
Keith DeCandido bewertete Der Überläufer 2011 auf tor.com als eine sehr gute Folge von Raumschiff Enterprise – Das nächste Jahrhundert, die einfach perfekt funktioniert. Die Handlung entwickle sich elegant und weise an keiner Stelle unglaubwürdige Elemente auf. DeCandido lobte auch die herausragende Schauspielleistung aller Beteiligten.
Anthony Vieira führte Der Überläufer 2021 auf der Website collider.com in einer Liste der 25 besten Folgen von Raumschiff Enterprise – Das nächste Jahrhundert auf Platz 19.

## Parodien und Anspielungen
1995 wurden etwa 21 Minuten von Der Überläufer in Rahmen des Fandub-Projekts Sinnlos im Weltraum parodistisch neu auf Deutsch synchronisiert.
Die Folge 3.08 (Helden) der Science-Fiction-Serie Battlestar Galactica von 2006, für die ebenfalls Ronald D. Moore das Drehbuch schrieb, weist einige inhaltliche Parallelen zu Der Überläufer auf.